# Marynówka (Polska Cerekiew)
Marynówka – część wsi Polska Cerekiew w Polsce, położona w województwie opolskim, w powiecie kędzierzyńsko-kozielskim, w gminie Polska Cerekiew.
W latach 1975–1998 Marynówka administracyjnie należała do ówczesnego województwa opolskiego.